# Racing Experience
Le Racing Experience est une écurie de sport automobile luxembourgoise fondée en 2000 par Christian Hauser. Elle fait participer des Sport-prototype en catégorie LMP3 dans des championnats tels que la Michelin Le Mans Cup et l'European Le Mans Series.

## Histoire

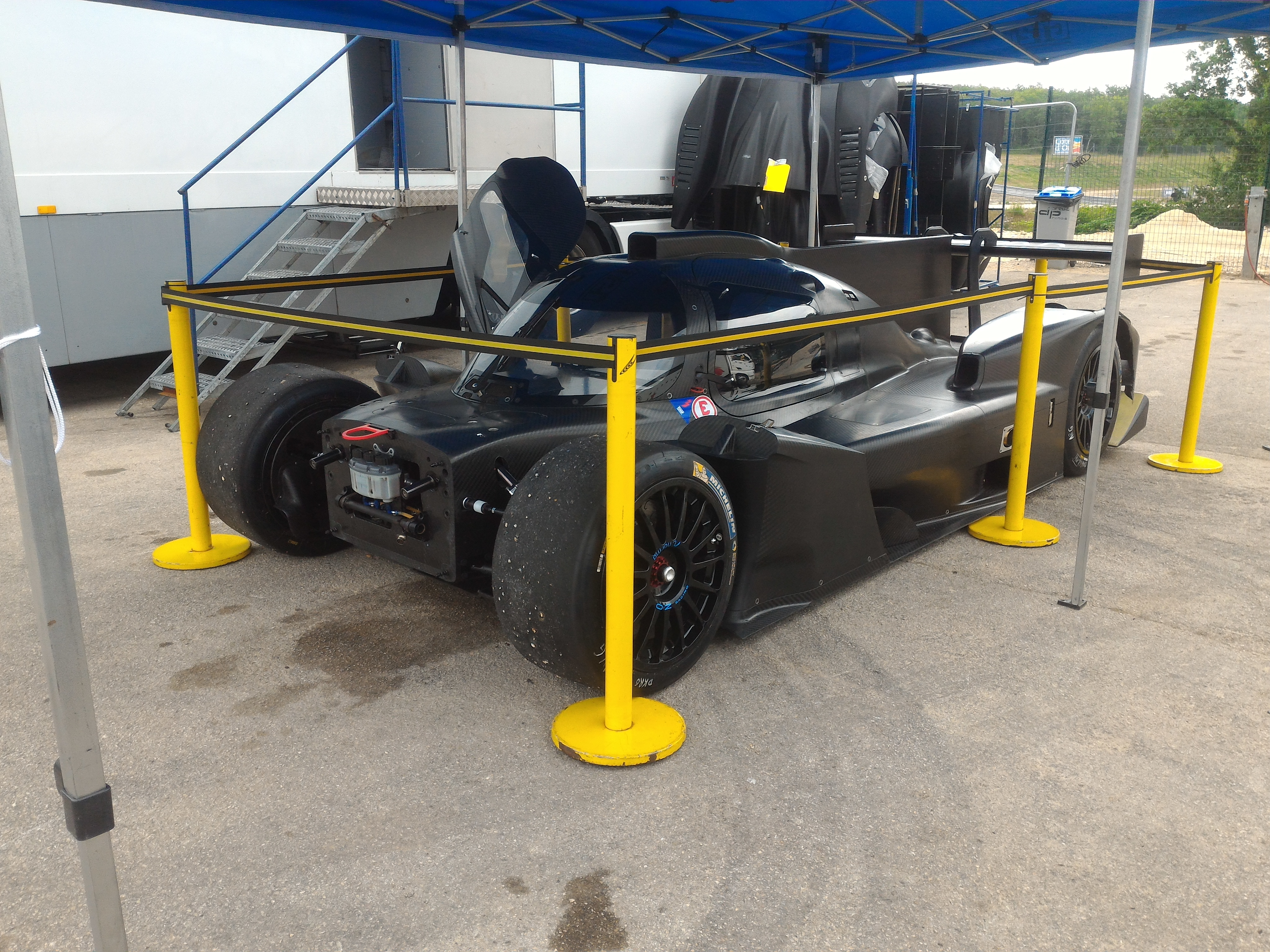
Une Norma M30 telle que celle utilisé par l'écurie Racing Experience

En 2019, après de nombreuses années d’existence, l'écurie luxembourgeoise Racing Experience s'était engagée dans le championnat Michelin Le Mans Cup dans la catégorie LMP3. La Norma M30 de l'écurie avait été confiée à David Hauser et Gary Hauser, fils du fondateur de l'écurie Christian Hauser ainsi qu"a la pilote britannique Charlie Martin. À partir de la 3e manche, la pilote britannique avait été remplacée par le pilote français Nicolas Mélin. Cette première saison s'était soldée avec des hauts tels qu'une belle 4e place lors de la 1re manche sur le Circuit Paul-Ricard mais également des bas tels que 3 abandon sur les 7 manches du championnat dont un sur une sortie de piste lors de la manche de Monza. L'écurie avait ainsi fini en 8e position avec 28.5 points.
En 2020, l'écurie luxembourgeoise Racing Experience s'était de nouveau engagée dans le championnat Michelin Le Mans Cup dans la catégorie LMP3. Le règlement ayant changé, c'est avec une Duqueine M30 - D08 qu'elle avait participé a ce championnat. Comme la saison précédente, David Hauser et Gary Hauser s'était relayés au volant de la voiture et ils avaient été rejoint suivant les manches du championnat, par le pilote néerlandais Yury Wagner ou le pilote français Nicolas Mélin qui avait déjà roulé pour l'écurie la saison précédente. Le début de saison avait été perturbé par la Pandémie de Covid-19 mais l'écurie était bien présente à la première manche du championnat, au Circuit Paul-Ricard. Pour cette seconde saison a ce niveau de la compétition, la voiture avait vu le drapeau à damier une fois de plus que la saison précédente mais malheureusement, a de moins bonne place. C'est ainsi que l'écurie avait fini en 15e position avec 11 points.
En 2021, après avoir passé deux saisons en Michelin Le Mans Cup, l'écurie luxembourgeoise Racing Experience s'était engagée dans le championnat European Le Mans Series dans la catégorie LMP3. Comme les saisons précédentes, David Hauser et Gary Hauser s'était relayés au volant de la Duqueine M30 - D08 et ils avaient été rejoint pour l'intégralité du championnat par le pilote belge Tom Cloet. Le pilote portugais Guilherme Oliveira avait remplacé David Hauser pour la dernière manche du championnat, les 4 Heures de Portimão. Pour cette première saison dans ce championnat, l'écurie luxembourgeoise avait eu des performances honorable. Le fait de la saison avait été la sortie du piste dans le Raidillon de l'Eau Rouge lors des qualifications des 4 Heures de Spa-Francorchamps. L'endommagement de la voiture avait été tel que l'écurie avait du déclarer forfait. Heureusement, David Hauser qui étéait au volant lors de l'incident, était sorti indemne, avec cependant quelques blessures superficielles au niveau des jambes,.

## Résultats en compétition automobile

### Résultats enEuropean Le Mans Series
| Année | Classe | no | Voiture            | Pneus | 1      | 2       | 3     | 4      | 5         | 6      | Total | Pos. |
| ----- | ------ | -- | ------------------ | ----- | ------ | ------- | ----- | ------ | --------- | ------ | ----- | ---- |
| 2021  | LMP3   | 12 | Duqueine M30 - D08 | M     | BAR 15 | RBR Nc. | LEC 8 | MON 11 | SPA Forf. | POR 13 | 5.5   | 16e  |

### Résultats enMichelin Le Mans Cup
| Année | Classe | no | Voiture            | Pneus | 1        | 2        | 3        | 4        | 5     | 6        | 7         | Total | Pos. |
| ----- | ------ | -- | ------------------ | ----- | -------- | -------- | -------- | -------- | ----- | -------- | --------- | ----- | ---- |
| 2019  | LMP3   | 11 | Norma M30          | M     | LEC 4    | MON Abd. | LMS 27   | LMS Abd. | BAR 6 | SPA Abd. | POR 6     | 28.5  | 8e   |
| 2020  | LMP3   | 11 | Duqueine M30 - D08 | M     | RIC Abd. | SPA 8    | LEC Abd. | LMS 6    | LMS 7 | MON 10   | POR Forf. | 11    | 15e  |

## Pilotes
- Tom Cloet (2021)
- David Hauser (2019-2021)
- Gary Hauser (2019-2021)
- Charlie Martin (2019)
- Nicolas Mélin (2019-2020)
- Guilherme Oliveira (2021)
- Yury Wagner (2020)